# Kayden Kross
Kayden Kross (Sacramento, 15 settembre 1985) è un'attrice pornografica e regista pornografica statunitense, diventata famosa per le sue apparizioni su Penthouse e Digital Dreamgirls.

## Biografia
La Kross è nata e cresciuta a Sacramento, in California. Si è diplomata al Ponderosa High School e ha descritto se stessa alle superiori come una ragazza studiosa e ha studiato e conseguito una laurea in Scienze Politiche alla California State University di Sacramento. Ha iniziato a fare spettacoli di spogliarello a diciotto anni, al locale Rick's Showgirls di Rancho Cordova (California) per guadagnare il denaro sufficiente a comprare un pony che stava per essere macellato. La Kross è apparsa sulla copertina del numero di aprile 2006 dell'edizione americana di Hustler e ha lavorato per altre riviste come Swank, Club, Penthouse e Rockstar.

## Carriera pornografica
Nel novembre 2006 ha firmato un contratto con la Vivid Entertainment. Il primo film per la Vivid è stato Kayden's First Time. Nel successivo film per la Vivid, Be Here Now, la Kross ha interpretato per la prima volta scene di sesso lesbico e anale. Scontenta del lavoro con la Vivid, un anno dopo non ha rinnovato il contratto e il 18 dicembre 2007 ha siglato un contratto di esclusiva con la Adam & Eve, con l'impegno di realizzare 18 film nel 2008. La Kross scrive regolarmente per MikeSouth.com, un blog relativo all'industria pornografica.
Nominata Penthouse Pet of the Month di settembre 2008, nello stesso mese è stata arrestata per alcune violazioni delle leggi civili e penali della California, relativi alla frode nell'acquisto di alcuni immobili ipotecati. Un'udienza sul suo caso si è tenuta nel dicembre 2008. Nel 2009 ha diretto, insieme a Bree Olson, l'edizione annuale degli XBIZ Awards e nel 2012 con Jessica Drake. 
Nel 2010 ha firmato un contratto in esclusiva con Digital Playground, girando come prima scena The Smiths che è diventata subito un best seller. Ha, inoltre, diretto l'edizione annuale degli AVN Awards insieme a Kristen Price e Dave Attell. Successivamente, sempre per la stessa casa, ha girato Body Heat con cui ha vinto due AVN e 1 XBIZ Awards. Parallelamente, ha cominciato ad abbandonare le scene per la regia ed ormai è più nota per questo suo ultimo ruolo. Ha tatuato il simbolo di Playboy sopra il pube e quattro piccole impronte sopra il piede destro. Nel 2019 è stata inserita nella Hall of Fame dagli AVN Awards.

## Carriera come scrittrice
Kayden scrive regolarmente per la rivista Complex, XBIZ e un blog per xcritic.com. Nel 2012 ha scritto un libro autobiografico sull'industria pornografica. Nello stesso anno, inoltre, ha scritto il racconto "Plank" per la raccolta Forty Stories: New Writing from Harper Perennial.

## Vita privata
Kayden è sposata con il collega Manuel Ferrara e i due hanno una figlia. Su richiesta del marito ha smesso di girare scene con altri uomini e si è dedicata alla regia.

## Riconoscimenti
- AVN Awards
  - 2011 – Wildest Sex Scene (Fan Award) per Body Heat con Jesse Jane, Riley Steele, Katsuni e Raven Alexis[26]
  - 2011 – Best All-Girl Group Sex Scene per Body Heat con Jesse Jane, Riley Steele, Katsuni e Raven Alexis[26]
  - 2012 – Hottest Sex Scene (Fan Award) per Babysitters 2 con Kayden Kross, Jesse Jane, Stoya, BiBi Jones e Manuel Ferrara[27]
  - 2018 – Best Director - Non Feature per Sacrosanct[28]
  - 2019 – Best Director[29]
  - 2019 – Hall of Fame - Video Branch[30]
  - 2020 – Best Director - Dramatic Production per Drive[31]
  - 2020 – Best Director[32]
  - 2021 – Best Directing - Drama per Muse[33]
  - 2021 – Best Screenplay – Drama per Muse[34]
  - 2021 – Director of the Year[35]
  - 2022 – Best Directing – Narrative Production per Psychosexual[36]
  - 2023 - Outstanding Directing - Individual Work per Drift[37]
  - 2023 - Best Directing Portfolio - Narrative[38]
  - 2024 - Best Directing Portfolio - Narrative[39]
  - 2025 - Best Directing Portfolio - Narrative[40]
- XBIZ Awards
  - 2011 – Acting Performance of the Year - Female per Body Heat[41]
- 2013 – Best Scene - All-Girl per Mothers & Daughters con Jesse Jane, Riley Steele, Selena Rose e Vicki Chase[42]
- 2014 – Best Scene - Feature Movie per Code of Honor con Jesse Jane, Riley Steele, Stoya, Selena Rose e Manuel Ferrara[43]
- 2015 – Director Of The Year - Non-Feature Release per Misha Cross Wide Open con Manuel Ferrara[44]
- 2015 – Best Scene - All-Girl per Misha Cross Wide Open con Misha Cross[45]
- 2019 – Director Of The Year - Feature[46]
- 2020 – Director Of The Year - Body Of Work[47]
- 2021 – Director Of The Year[48]
- 2022 – Director Of The Year[49]
- XRCO Award
  - 2019 – Best Director – features[50]
  - 2020 – Best Director – features[51]
  - 2020 – Best Director – web[52]
  - 2021 – Best Director – features[53]
  - 2021 – Best Director – non – features[54]
  - 2021 – Best Director – web[55]
  - 2022 – Best Director – features[56]
  - 2023 - Best Director – web[57]

Altri premi
- 2007 Adultcon Top 20 Adult Actresses[58]
- 2009 Hot d'Or – Best American Starlet[59]
- 2010 Venus Awards – Best Actress International[60]
- 2010 Erotixxx Award – Best U.S. Actress
- 2010 Nightmoves Awards – Best Female Performer: Fan's Choice[61]

## Filmografia
- Be Here Now (2007)
- Hard Time (2007)
- Kayden's First Time (2007)
- Love Life (2007)
- Meet Kayden (2007)
- Pay or Play (2007)
- Bree and Kayden (2008)
- Adventures in Babysitting (2008)
- Bree's Slumber Party (2008)
- Busting the Babysitter (2008)
- Deeper 9 (2008)
- Double Krossed (2008)
- Kayden Exposed (2008)
- Kayden's Krossfire (2008)
- Roller Dollz (2008)
- Scenes from a Cell (2008)
- Screen Dreams 3 (2008)
- Stalker (2008)
- Star 69: Strap Ons (2008)
- Surrender of O (2008)
- 8th Day (2009)
- Head Master 3 (2009)
- Kayden and Rocco Make a Porno (2009)
- Kayden's Frisky Business (2009)
- Not Airplane XXX: Flight Attendants (2009)
- Nina Hartley's Guide to Simultaneous Orgasms (2009)
- Rawhide 2 (2009)
- Suze Randall's XXX Top Models: Nikki Jayne (2009)
- Swing Time (2009)
- Cheerleaders Academy (2010)
- Body Heat (Digital Playground) (2010)
- Girl Talk (2010)
- Intimate Touch 3 (2010)
- Family Matters (2010)
- Glamour Solos (2010)
- Kayden Unbound (2010)
- Kayden's College Tails (2010)
- Kiss Me Deadly (2010)
- Krossing the Bar (2010)
- Love and Marriage (2010)
- My Boss' Daughter (2010)
- Perfect Secretary: Training Day (2010)
- Smiths Digital Playground (2010)
- Tyler's Wood (2010)
- Warden's Daughter (2010)
- Twisty Treats 3 (2011)
- Top Guns (2011)
- Sex and Corruption 3 (2011)
- Payment (2011)
- Babysitters 2 (2011)
- Adam and Eve's 40th Anniversary Collection (2011)
- Betrayal (2011)
- Jack's POV 18 (2011)
- Masseuse 3 (2011)
- Riding Solo 1 (2011)
- Not Pan Am XXX (2011)
- Not Airplane XXX: Cockpit Cuties (2011)
- Fighters (2011)
- Payment (2011)
- Playing Tarzan and Jane (2011)
- Riding Solo 1 (2011)
- Sex and Corruption 3 (2011)
- Top Guns (2011)
- Twisty Treats 3 (2011)
- Bad Girls 8 (2012)
- Con Job (2012)
- Cooking With Kayden Kross (2012)
- Home Wrecker 2 (2012)
- Kayden's Greatest Hits (2012)
- Mothers and Daughters (2012)
- Nurses 2 (2012)
- Private Collection 1 (2012)
- Swingers (2012)
- Time for Change (2012)
- Turn-On (2012)
- Twisted Solos (2012)
- World of Sexual Variations 4 (2012)
- Hungover Games - Giochi mortali, regia di Josh Stolberg (2014)